# Siphloplecton costalense
Siphloplecton costalense är en dagsländeart som beskrevs av Spieth 1938. Siphloplecton costalense ingår i släktet Siphloplecton och familjen Metretopodidae. Inga underarter finns listade i Catalogue of Life.